# Ulrich Mosiek
Ulrich Mosiek (* 22. Juni 1919 in Lissa, Provinz Posen; † 12. Februar 1978 in Wittnau (Breisgau)) war ein deutscher Kanonist.
Mosiek wurde 1919 als Sohn des Bahninspektors Stephan Mosiek und dessen Ehefrau Hedwig geb. Hoffmann in Lissa in der damaligen Provinz Posen im Königreich Preußen geboren. 1937 machte er sein Abitur am Gymnasium am Zwinger in Breslau. Im Wintersemester 1937/38 begann er ein Studium der Theologie an der Universität Breslau. Von 1939 bis 1945 war er bei der Wehrmacht. 1948 wurde er in Regensburg zum Priester des Erzbistums Breslau geweiht. 1957 wurde er Privatdozent an der Albert-Ludwigs-Universität Freiburg. Seit 1963 war er Professor für Kirchenrecht an der Theologischen Fakultät der Universität Freiburg.